# André Michel (réalisateur)
Pour les articles homonymes, voir André Michel et Michel.
André Michel, né le 7 novembre 1907 à Paris et mort dans la même ville le 5 juin 1989, est un réalisateur et scénariste français.

## Biographie
Assistant réalisateur à la fin des années 1930, il s'engage pendant l'occupation allemande dans la Résistance, dont il organise un réseau, proche du PCF. 
Il commence sa carrière de réalisateur après la Libération avec un court métrage expérimental filmé à partir du poème d'Aragon, La Rose et le Réséda.
Il a été membre du jury au Festival international du film de Berlin en 1962.
Il est le père de la romancière Natacha Michel.

## Filmographie

### Cinéma
- 1933 : Du haut en bas de Georg Wilhelm Pabst - en tant qu'assistant réalisateur
- 1937 : Salonique, nid d'espions (Mademoiselle Docteur) de Georg Wilhelm Pabst - en tant qu'assistant réalisateur
- 1939 : L'Esclave blanche de Marc Sorkin et Georg Wilhelm Pabst - en tant qu'assistant réalisateur
- 1939 : Jeunes Filles en détresse de Georg Wilhelm Pabst - en tant qu'assistant réalisateur
- 1941 : La Nuit de décembre de Curtis Bernhardt - en tant qu'assistant réalisateur
- 1947 : La Rose et le Réséda
- 1949 : Edgar et sa bonne
- 1952 : Trois Femmes
- 1954 : Geständnis unter vier Augen
- 1956 : La Sorcière
- 1957 : Amour de poche de Pierre Kast - uniquement acteur
- 1958 : Sans famille - également scénariste
- 1962 : Ton ombre est la mienne
- 1962 : Comme un poisson dans l'eau (autre titre : Pauvre papa)
- 1964 : Tous les enfants du monde

### Télévision

#### Téléfilms
- 1968 : Le Crime de Lord Arthur Savile
- 1974 : Puzzle

- 1975 : Salavin

- 1977 : Où vont les poissons rouges ?
- 1978 : L'Équipage
- 1979 : Le Baiser au lépreux
- 1983 : Un adolescent d'autrefois

#### Séries télévisées
- 1962 : L'inspecteur Leclerc enquête

- 1966 : Cécilia, médecin de campagne
- 1969 : La Cravache d'or
- 1971 : Tang
- 1972 : Les Thibault
- 1974 : Les Oiseaux de Meiji Jingu
- 1974-1984 : Messieurs les jurés :
  - épisode 1 : L'Affaire Lusanger (1974)
  - épisode 4 : L'Affaire Varney (1974)
  - épisode 8 : L'Affaire Lambert (1975)
  - épisode 10 : L'Affaire Perissac (1976)
  - épisode 11 : L'Affaire Jasseron (1976)
  - épisode 15 : L'Affaire Lieutord (1977)
  - épisode 17 : L'Affaire Montigny (1978) - également scénariste
  - épisode 18 : L'Affaire Moret (1978)
  - épisode 29 : L'Affaire Enriquez (1981)
  - épisode 30 : L'Affaire Mérard (1982)
  - épisode 33 : L'Affaire Baudières (1982)
  - épisode 35 : L'Affaire Sivry (1983)
  - épisode 37 : L'Affaire Malville (1984)
  - épisode 39 : L'Affaire Montagnac (1984)
- 1976 : Adios - également scénariste
- 1980 : Les Mystères de Paris
- 1985 : Les Amours des années 50, épisode Les Scorpionnes - uniquement scénariste

## Distinctions

### Récompenses
- Karlovy Vary 1947 : Meilleur film expérimental au  pour La Rose et le Réséda

- Berlinale 1956 : Ours d'argent  et prix d'honneur pour La Sorcière

### Sélection
- Festival de Cannes 1952 : en compétition pour le Grand Prix